# Mahnmal für die Opfer des Faschismus (Worms)

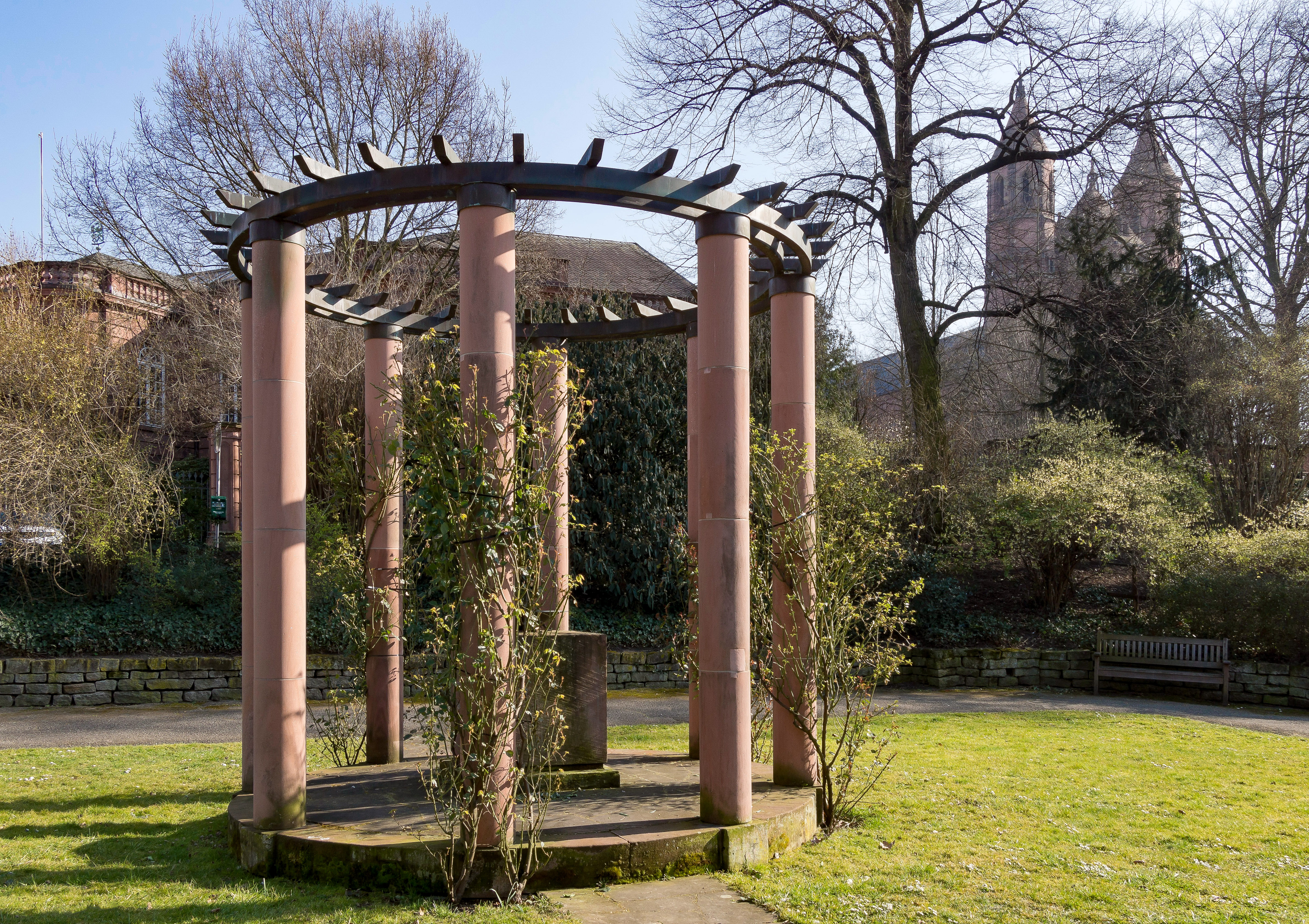
Mahnmal für die Opfer des Faschismus

Das Mahnmal für die Opfer des Faschismus steht auf dem Otto-Wels-Platz in der rheinland-pfälzischen Stadt Worms.

## Beschreibung

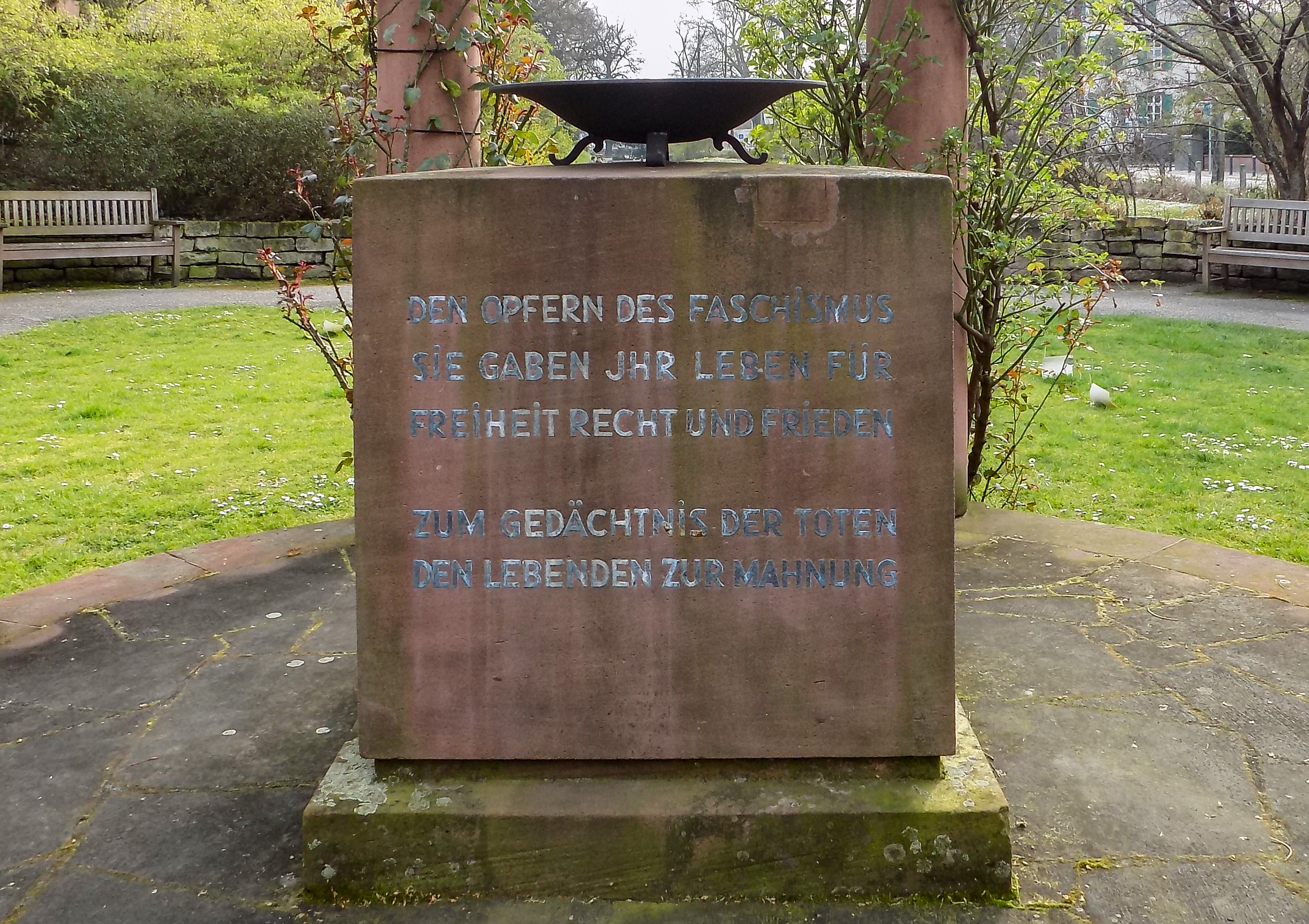
Bronzene Schale auf Sockel mit Inschrift

Das Mahnmal soll signalisieren, dass die Wormser Bevölkerung die Beeinflussung durch das NS-Regime endgültig überwunden habe sowie die Erinnerung an die Opfer des Nationalsozialismus wach halten.
Die Anlage wurde vom städtischen Hochbauamt erbaut und am 10. September 1950 eingeweiht. Acht kreisförmig angeordnete Sandsteinsäulen bilden eine von Rosen berankte Pergola, in deren Zentrum ein Sandsteinkubus mahnende Worte sowie eine Schale aus Bronze trägt. Auf Initiative des rheinland-pfälzischen Landesverbandes Deutscher Sinti und Roma wurde der Sandsteinquader 1994 um eine zweite Inschrift ergänzt. 
Jährlich legt der amtierende Wormser Oberbürgermeister hier im Rahmen öffentlicher Veranstaltungen, bei denen in der Vergangenheit auch Zeitzeugen zu Wort kamen, einen Kranz zum Gedenken an die Opfer nieder. Zeitweise waren Vertreter von Amnesty International zu Gast, um zu informieren. Die Kranzniederlegungen erfolgen jeweils am Tag des Gedenkens an die Opfer des Nationalsozialismus (27. Januar) und zum Jahrestag des Stauffenberg-Attentats auf Adolf Hitler (20. Juli).

## Standort
Das Mahnmal befindet sich am nordöstlichen Zugang der Lutherring-Grünanlage, unweit des Lutherdenkmals. 
Am 24. März 2013 wurde die vorher namenlose Fläche in Otto-Wels-Platz benannt; nach dem sozialdemokratischen deutschen Politiker Otto Wels, der nach der Machtübernahme der NSDAP die letzte freie Rede im Deutschen Reichstag hielt.